# Cheiracanthium strasseni
Cheiracanthium strasseni là một loài nhện trong họ Miturgidae.
Loài này thuộc chi Cheiracanthium. Cheiracanthium strasseni được Embrik Strand miêu tả năm 1915.